# Christoph Kürzeder
Christoph Kürzeder (* 11. května 1965 Steinhöring) je německý teolog, folklorista a od 1. ledna 2012 také ředitel Diecézního muzea ve Freisingu. Během odstávky v diecézním muzeu se podílí na přestavbě expozice kláštera Beuerberg.

## Život
Odmaturoval na gymnáziu v Grafingu. Následně studoval na Univerzitě Ludvíka Maxmiliána v Mnichově teologie a německou a komparativní folkloristiku. Během vysokoškolského studia působil jako asistent na katedrách pastorální teologie a evropské etnologie. Promoval v roce 2004 na téma Als die Dinge heilig waren. Gelebte Frömmigkeit im Zeitalter des Barock (česky Když byly věci svaté. Živoucí zbožnost v časech baroka.). Poté pracoval v Freilichtmuseum Glentleiten a pro odbor umění generálního vikáře arcidiecéze mnichovsko-freisinské. Od 1. ledna 2012 působí jako ředitel Diecézního muzea ve Freisingu.

## Výstavy
- V roce 2008 realizoval a koncipoval expozici Bürgersaal (Sál měšťanů) v Mnichově.
- V bývalém klášteře Beuerberg ztvárnil dvě výstavy pod záštitou Diecézního muzeu Freising, jehož cílem je dokumentace tajemných a skrytých klášterních míst. Během tohoto projektu je dbáno na kritéria a pravidla klášterního života - pořádek, práce, stravování, bydlení, opatrovnictví, pečovatelství, smrt a uctění památky zemřelého.[4]